# Любченко, Любовь Андреевна
Любовь Андреевна Любченко (укр. Любов Андріївна Любченко; 18 июня 1922 год, село Яроповичи — 10 октября 1989 год, село Старая Котельня, Андрушёвский район, Житомирская область, УССР) — украинский коммунистический деятель, председатель колхоза «Большевик» Андрушёвского района Житомирской области. Герой Социалистического Труда (1971). Депутат Верховного Совета СССР 6 — 10 созывов. Член ЦК КПУ (1961—1986).

## Биография
Родилась 18 июня 1922 года в многодетной крестьянской семье в селе Яроповичи. В 1941 году окончила Яроповицкую среднюю школу. После начала Великой Отечественной войны вместе с семьёй эвакуировалась в Челябинскую область, где с 1941 по 1943 год работала токарем и с марта 1943 года по август 1944 года — бригадиром токарей на Магнитогорском металлургическом комбинате Челябинской области. За свою работу на Магнитогорском металлургическом заводе была награждена в декабре 1941 года Орденом «Знак Почёта».
В 1944 году возвратилась на Украину. В этом же году поступила на Житомирский сельскохозяйственный институт, который окончила в 1948 году по специальности агроном. В 1946 году вступила в ВКП(б). С августа 1948 года по октябрь 1950 года работала агрономом «Большевик» Андрушёвского района.
С октября 1950 года по октябрь 1989 года — председатель колхоза «Большевик» села Старая Котельная Андрушёвского района. Проработала председателем колхоза более тридцати лет. Под её руководством колхоз вышел в передовые сельскохозяйственные предприятия Житомирской области. За успешное выполнение социалистических обязательств и достижение высоких производственных показателей колхоз «Большевик» был занесён на областную Доску Почета, а его председатель за добросовестный труд награждена орденом Трудового Красного Знамени. Занималась социальной сферой села Старая Котельня. Во время её председательства колхозом в селе были построены дом культуры, школа, бытовая мастерская и колхозная столовая, улица двухэтажных коттеджей для колхозников. Старая Котельня была включена в число 30 сёл Всеукраинской программы образцово-показательных сельских населенных пунктов.
В 1971 году удостоена звания Героя Социалистического Труда.
Избиралась членом Житомирского обкома КПУ, бюро Андрушёвского райкома КПУ, депутатом Верховного Совета СССР 6 — 10 созывов и делегатом XXII, XXIII, XXIV, XXV, XXVI съездов КПСС, XXIV, XXV, XXVI КПУ, III Всесоюзного съезда колхозников.
Скончалась 10 октября 1989 года в селе Старая Котельня.

## Награды
- Герой Социалистического Труда — указом Президиума Верховного Совета СССР от 8 апреля 1971 года
- Орден Ленина (дважды — 1965, 1971)
- Орден Трудового Красного Знамени
- Орден «Знак Почёта»
- Заслуженный работник сельского хозяйства Украинской ССР (1972)
- Почётная Грамота Президиума Верховного Совета Украинской ССР